# Stephen Evans
Stephen Evans, né le 24 septembre 1962 à Sydney, est un rameur d'aviron australien. 

## Carrière
Stephen Evans a participé aux Jeux olympiques de 1984 à Los Angeles. Il a remporté la médaille de bronze avec le huit australien composé de Clyde Hefer, Samuel Patten, Timothy Willoughby, Ian Edmunds, James Battersby, Ion Popa, Craig Muller et Gavin Thredgold.